# خرافت-ده‌ریپ
خرافت-ده‌ریپ (به هلندی: Graft-De Rijp) یک شهرستان در هلند است که در هلند شمالی واقع شده‌است. خرافت-ده‌ریپ −۲ متر بالاتر از سطح دریا واقع شده‌است.

## نگارخانه

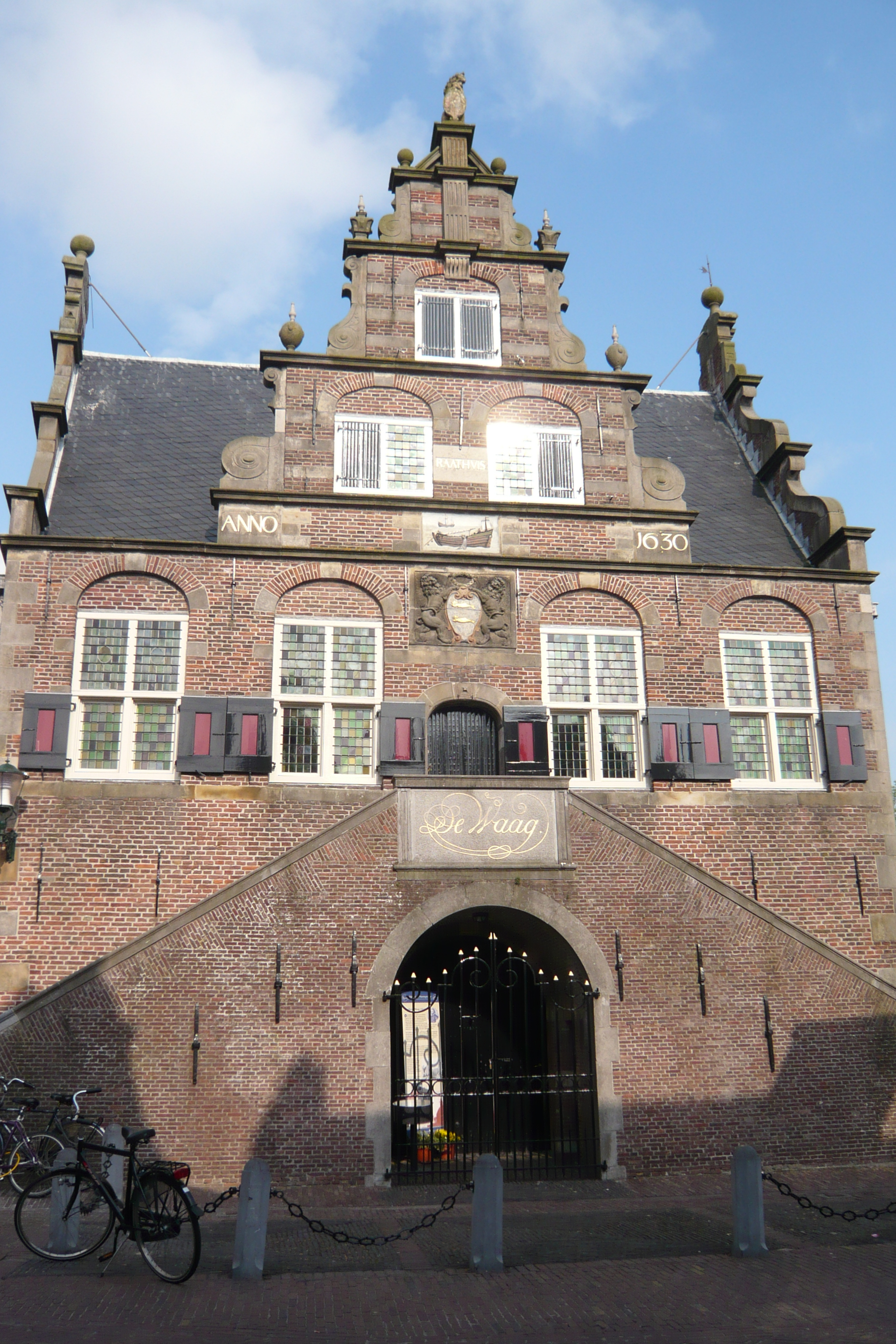
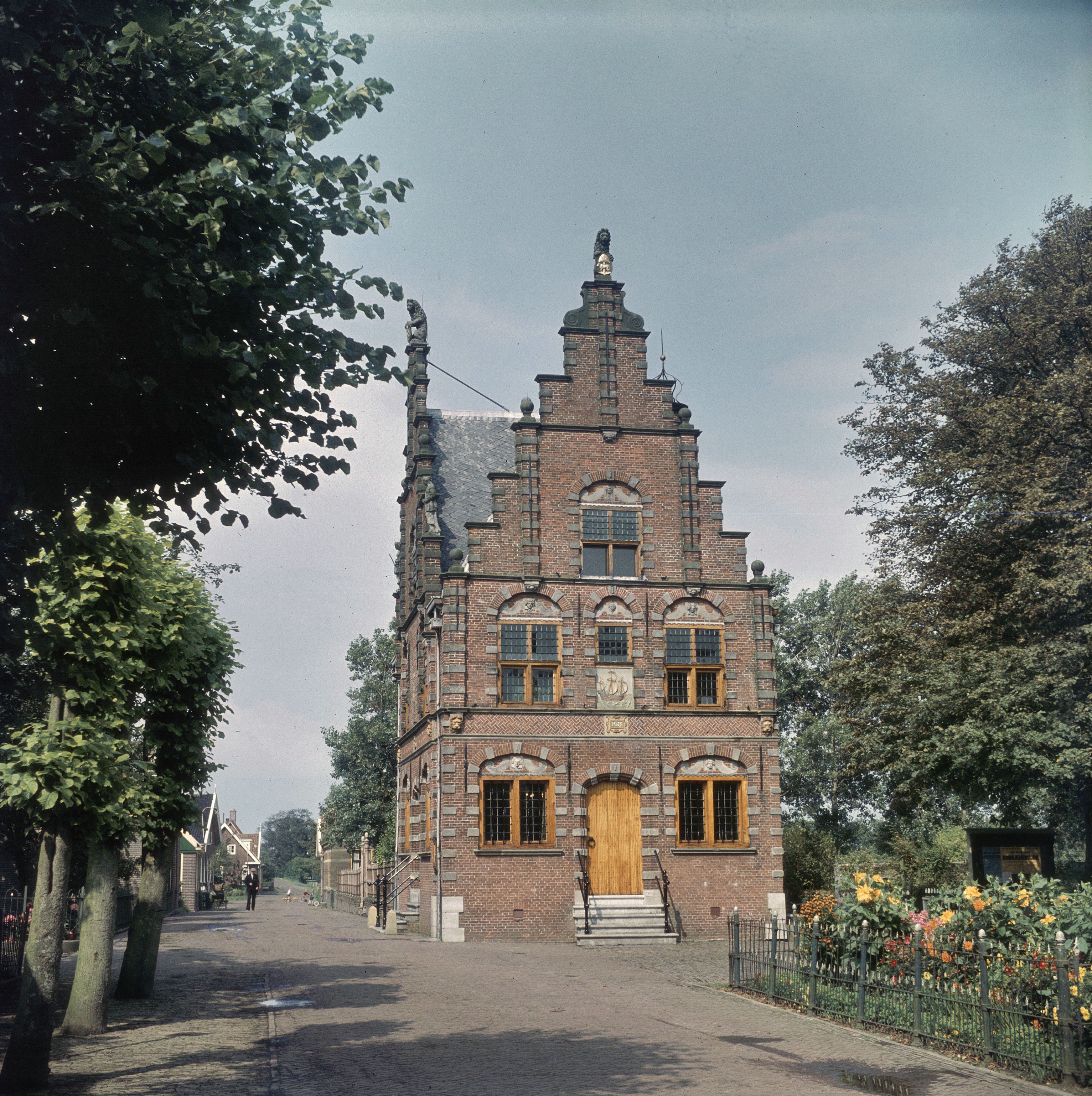